# Scholzs reciprociteslag
Inom matematiken är Scholzs reciprocitetslag en reciprocitetslag för kvadratiska restsymboler av reella kvadratiska talkroppar upptäckt av Theodor Schönemann (1839) och senare återupptäckt av Arnold Scholz (1929).

## Lagen
Anta att p och q är rationella primtal kongruenta 1 mod 4, så att Legendresymbolen (p/q) är 1. Då faktoriserar idealet (p) i ringen av heltal av Q(√q) som (p)=𝖕𝖕' och likadant (q)=𝖖𝖖' i ringen av heltal av Q(√p).
Beteckna med εp och εq de fundamentala enheterna i dessa kvadratiska kroppar. Då säger Scholzs reciprocitetslag att
[εp/𝖖] = [εq/𝖕]
där [] är kvadratiska restsymbolen i en kvadratisk talkropp.